# Медьер (племя)
Ме́дьер (венг. megyer) — одно из семи племён венгров, входившее в древневенгерскую конфедерацию племён эпохи «Завоевания родины на Дунае». Племя Медьер упоминается Константином Багрянородным в его труде «Об управлении империей».
Медьер — это главное племя венгров, от которого происходит собственно самоназвание венгров в форме Magyar (мадьяры). Magyar в большинстве случаев используется для обозначения венгерского народа, Megyer (медьер) – в настоящее время употребляется в названиях местности; первое название имеет древневенгерскую форму mogueri, второе название у Константина Багрянородного имеет написание Megyeri; оба этнонима являются вариантами одного и того же названия.
Среди финно-угорских родовых подразделений большинство исследователей венгерское племя Megyer сопоставляет с этническими группами мишар, мещёра. Этот же этноним гипотетически сопоставляется с названием средневекового города Маджар, располагавшегося близ нынешнего Будённовска.